# Wall Street (filme)
Wall Street (bra: Wall Street - Poder e Cobiça; prt: Wall Street) é um filme estadunidense de 1987, do gênero drama, dirigido por Oliver Stone, com roteiro dele e Stanley Weiser.

## Elenco
- Charlie Sheen .... Bud Fox
- Michael Douglas .... Gordon Gekko
- Martin Sheen .... Carl Fox
- Daryl Hannah .... Darien Taylor
- Hal Holbrook .... Lou Mannheim
- John C. McGinley .... Marvin
- Terence Stamp .... Sir Lawrence Wildman
- James Spader .... Roger Barnes
- Sean Young .... Katherine Gekko
- Saul Rubinek .... Harold Salt
- James Karen .... Lynch
- Frank Adonis .... Charlie

## Prêmios e indicações
| Prêmio             | Categoria           | Recipiente      | Resultado |
| ------------------ | ------------------- | --------------- | --------- |
| Oscar 1988         | Melhor ator         | Michael Douglas | Venceu    |
| Globo de Ouro 1988 | Melhor ator - drama | Michael Douglas | Venceu    |

## Sinopse
Apadrinhado por bilionário que enriqueceu à base de falcatruas, jovem e ambicioso corretor entra no ramo acionário esperando ficar rico.